# サリチルアミド
サリチルアミド（英: Salicylamide）は非ステロイド性抗炎症薬（NSAIDs）の一種。CAS登録番号は65-45-2。2-ヒドロキシベンズアミドとも呼ばれる。神経痛、筋肉痛、関節リウマチの痛みや炎症を緩和する効能がある。また、本薬はより一般的な NSAIDs であるエテンザミドの活性代謝物でもある（ただし、同薬のプロドラッグというわけではない）。

## 作用機序
プロスタグランジン生合成酵素であるシクロオキシゲナーゼ阻害作用により、アスピリンに類似した消炎・鎮痛および解熱作用を持つ。一般用医薬品に配合されるが、現在では使われることはまれである。小児のインフルエンザ患者およびアスピリン喘息の既往歴のある患者への投与は原則として禁忌である。まれに消化性潰瘍などの副作用が生じることがある。